# Gambor
Gambor is een bestuurslaag in het regentschap Banyuwangi van de provincie Oost-Java, Indonesië. Gambor telt 2760 inwoners (volkstelling 2010).